# Zeca (football, 1946)
Pour les articles homonymes, voir José Rodrigues (homonymie), Rodrigues (homonymie) et Zeca.
José Luiz Ferreira Rodrigues, dit Zeca, est un footballeur brésilien né le 6 juillet 1946 à Porto Alegre. Il évoluait au poste de latéral gauche. 

## Biographie
Il joue 14 matchs en Copa Libertadores, inscrivant deux buts. Le 28 avril 1974, il est l'auteur d'un doublé contre le club bolivien du Deportivo Municipal.

## Palmarès
Avec Palmeiras
- Champion du Brésil en 1969, 1972 et 1973
- Vainqueur du Campeonato Paulista en 1972, 1974 et 1976